# Thomas Hervey
Pour les articles homonymes, voir Thomas Hervey (homonymie).
Thomas Hervey (20 janvier 1699-1775), de Bond Street, à Londres, est un pamphlétaire et homme politique anglais qui siège à la Chambre des communes de 1733 à 1747. Il a une liaison avec la femme d'un voisin qui quitte son mari. La dispute qui suit l'amène au bord de la folie. Il est connu pour ses lettres ouvertes excentriques.

## Biographie
Il est le deuxième fils de John Hervey (1er comte de Bristol) et de sa deuxième épouse, Elizabeth Felton, fille de Thomas Felton (4e baronnet) de Playford, dans le Suffolk. Il fait ses études à la Westminster School de 1712 à 1717 et est inscrit à la Christ Church d'Oxford le 10 mai 1717 à l'âge de 17 ans . Il quitte Oxford pour étudier le droit à Lincoln's Inn où il est admis le 17 février 1720 . Il s'est donc vu refuser ce qu'il désirait, un poste dans l'armée; et s’abandonne à boire, ne recevant que 120 £ par an de son père, il «voulut très souvent un dîner». Très jeune, il participe à deux duels et faillit être impliqué dans un troisième. Sa mauvaise santé est chronique. Pendant onze ans, il ne peut pas s'allonger dans son lit «une seule nuit de nuit en matin»; il souffrait d'une "fièvre constante, pour laquelle il avait été ensanglanté plus de cent fois en 17 ou 18 ans", et avant qu'il ne soit devenu grand, son esprit était "déséquilibré" .
Il est nommé écuyer auprès de la reine Caroline en 1728. Il est élu député de la circonscription de Bury St Edmunds lors d'une élection partielle le 29 juin 1733. Il est réélu en 1734. En 1737, son frère, Lord Hervey, lui donne de l'argent de la part de Walpole et, en 1738, un poste à 500 £ par an de géomètre des jardins du roi lui est offert à la place de sa position d'écuyer .
En 1737, l'épouse de Sir Thomas Hanmer, 4e baronnet, héritière considérable, quitte son mari et se met sous la protection de Hervey. En 1739, elle fait un testament léguant à Hervey la réversion de ses biens dans le Cambridgeshire, le Middlesex, l'Anglesey et le Caernarvonshire. Elle demande également à Hanmer de laisser à Hervey son principal domaine de Barton, dans le Suffolk, qu’il a acquis en vertu de leur accord matrimonial . La mère d'Hervey le déshérite pour son refus de se séparer du colonel Thomas Norton, son collègue dans la représentation de Bury St. Edmunds. Ses revenus provenant des biens qu’il a acquis de Lady Hanmer s’élevent à 2 000 £ par an. Lady Hanmer est décédée le 24 mars 1741 et Hanmer ignore sa demande concernant Barton. Il commence également à abattre le bois de l'un des domaines en réversion. La dispute qui s'ensuivit avec Sir Thomas Hanmer a un effet sur «l'esprit en détresse d'un corps en détresse» de Hervey et le rend furieux au point qu'il est admis dans un asile. Hervey est réélu député de Bury St Edmunds à 1741 et continue à voter avec le gouvernement, sauf lors d'un vote important sur le président du comité des élections de décembre 1741, lorsqu'il vote de manière erratique avec l'opposition. Sa seule explication est "Jésus connaît mes pensées, un jour j'ai blasphémé et prié le suivant", ce qui pousse Horace Walpole à dire "Tom Hervey est complètement fou".
En août 1745, Hervey épouse (il est dit dans la prison de Fleet en 1744) Anne Coghlan, fille de Francis Coghlan, conseiller juridique en Irlande, après avoir vécu avec elle pendant un certain temps, et leur fils. Quand Hanmer meurt en 1746, Hervey récupère à tous les domaines de son épouse sauf Barton qui va au neveu de Hanmer. Hervey décide de ne pas se présenter aux élections générales britanniques de 1747 .
Hervey se sent lésé par plusieurs questions et continua d'écrire des lettres ouvertes "pleines de folie et d'esprit". Il meurt le 18 janvier 1775, après avoir laissé un fils naturel de Lady Hanmer, Thomas, officier du premier régiment de gardes à pied, qui est autorisé, le 26 février 1774, à abandonner le nom de Hanmer et à utiliser le nom et les armoiries de Hervey. Son fils légitime William Thomas, aide de camp du général Shirley, est tué à Fort Ticonderoga. Samuel Johnson écrit à propos d'Hervey: "Tom Hervey, bien que vicieux, était l'un des hommes les plus distingués qui ait jamais vécu." .